# Erich Gundlach
Erich Gundlach ist ein deutscher Wirtschaftswissenschaftler.

## Leben
Nach dem Studium der Volkswirtschaftslehre an der Universität Kiel und der Habilitation an der Helmut-Schmidt-Universität war er von 1984 bis 2010 wissenschaftlicher Mitarbeiter am Institut für Weltwirtschaft in Kiel, mit dem Forschungsgebiet Wachstum und weltwirtschaftliche Entwicklung. Seit Juni 2010 ist er am GIGA Institut für Asien Studien und an der Universität Hamburg als Claussen-Simon-Professor für Volkswirtschaftslehre, insbesondere Wirtschaft und Innovation in Asien.

## Schriften (Auswahl)
- mit Klaus-Dieter Schmidt: Investitionen, Produktivität und Beschäftigung. Eine empirische Analyse für die Bundesrepublik Deutschland. Tübingen 1988, ISBN 3-16-345376-7.
- mit Joachim Scheide und Stefan Sinn: Die Entwicklung nationaler Auslandsvermögenspositionen. Konsequenzen für die Wirtschaftspolitik. Tübingen 1990, ISBN 3-16-145595-9.
- Die Dienstleistungsnachfrage als Determinante des wirtschaftlichen Strukturwandels. Tübingen 1993, ISBN 3-16-146077-4.
- Bildungspolitik im Zeitalter der Globalisierung. Stuttgart 2006, ISBN 3-8282-0355-8.